# جالیبی
جالیبی (به انگلیسی: Jollibee) شرکت رستوران‌های زنجیره‌ای فیلیپینی است، که در زمینه ارائه غذاهای فوری، همبرگر، مرغ خانگی، سیب‌زمینی سرخ‌کرده، صبحانه و قهوه، دسر و سالاد فعالیت می‌کند.
شرکت جالیبی در سال ۱۹۷۵ توسط تونی تان تأسیس شد و در حال حاضر دارای ۲٫۵۱۰ شعبه در کشورهای فیلیپین، ایالات متحده آمریکا، کانادا، چین، هنگ کنگ، ویتنام، اندونزی، سنگاپور، کویت، قطر و عربستان سعودی می‌باشد.
دفتر مرکزی این شرکت در شهر کزون سیتی، فیلیپین قرار دارد و بخشی از سهام آن در بازار بورس اوراق بهادار فیلیپین معامله می‌شود.